# NGC 1101
NGC 1101 је лентикуларна галаксија у сазвежђу Кит која се налази на NGC листи објеката дубоког неба.
Деклинација објекта је + 4° 34' 43" а ректасцензија 2h 48m 14,7s. Привидна величина (магнитуда) објекта NGC 1101 износи 13,0 а фотографска магнитуда 14,0. NGC 1101 је још познат и под ознакама UGC 2278, MCG 1-8-3, CGCG 415-11, NPM1G +04.0092, PGC 10613.